# Eophona
Eophona là một chi chim trong họ Fringillidae.